# Ordoliberalismus
Der Ordoliberalismus ist eine liberale Denkrichtung, bei der ein durch den Staat geschaffener Ordnungsrahmen den ökonomischen Wettbewerb und die Freiheit der Bürger auf dem Markt gewährleisten soll.
Der Ordoliberalismus wurde im Wesentlichen ab 1932 von der sogenannten Freiburger Schule der Nationalökonomie an der Universität Freiburg entwickelt – aus dem Zusammentreffen eines Ökonomen, Walter Eucken, und zweier Juristen, Franz Böhm und Hans Grossmann-Doerth. Der Ordoliberalismus grenzt sich dabei sowohl vom „hedonistischen Materialismus“ der angelsächsischen Liberalen wie auch vom Marxismus ab; außerdem übte diese Schule scharfe Kritik an der ökonomischen Praxis des Nationalsozialismus. Mehrere bedeutende Denker dieser Schule (Walter Eucken, Wilhelm Röpke und Alfred Müller-Armack) veröffentlichten ihre Analysen in der Zeitschrift ORDO. Die Bezeichnung Ordoliberalismus wurde 1950 von Hero Moeller geprägt und geht auf den Ordo-Gedanken der scholastischen Hochschultheologie zurück, in Abgrenzung zur abgeschlossenen klösterlichen Theologie (lateinisch ordo „Ordnung, [Ritter-]Orden“). Im Allgemeinen spricht man auch vom „deutschen Ordoliberalismus“.
Der Ordoliberalismus beeinflusste die Wirtschaftspolitik verschiedener deutscher Kanzler nach dem Zweiten Weltkrieg, weshalb man ihm die intellektuelle Urheberschaft des bundesrepublikanischen Wirtschaftswunders zuschreibt.

## Geschichte

### Die Deutschen Ricardianer

#### Entstehung
Das politische Klima in Deutschland in den Jahren nach dem Ersten Weltkrieg war stark vom Antikapitalismus und Antiliberalismus geprägt, welcher sowohl von der revolutionären Linken als auch von der konservativen Rechten getragen wurde, wobei letztere die „Dolchstoßlegende“ verbreiteten, wonach die Niederlage nicht militärisch, sondern politisch von den „republikanischen Verrätern“, die den Versailler Vertrag unterzeichnet hatten, verursacht worden war.
Dieses politische Klima war durch die Ablehnung der angelsächsischen und westlichen Welt und einer starken Anziehungskraft des Staates, einer Ablehnung des Parlamentarismus und einem Primat der Politik gegenüber der Wirtschaft stark beeinflusst. Diese Attraktivität des Staates wurde vor allem durch Othmar Spanns Buch Der wahre Staat und durch Arthur Moeller van den Brucks 1923 erschienenes Buch Das dritte Reich popularisiert. Der Antiparlamentarismus fand in Carl Schmitt und Oswald Spengler redegewandte Fürsprecher. Das Postulat eines Primats der Politik entspringt laut Patricia Commun einer „Kontinuität der zutiefst antiliberalen historistischen Auffassung vom Staat und der kapitalistischen Wirtschaft“. Diese Annahme spiegelt sich in der Akzeptanz der Geldtheorie von Georg Friedrich Knapp durch die historische Schule wider, für die Geld eine reine Rechtsschöpfung ist.
Im Feld der Ökonomie dominierte die Historische Schule der Nationalökonomie und ihre Mitglieder nahmen eine zentrale Stellung im Verein für Socialpolitik ein, der führenden deutschen Vereinigung von Experten und Beratern für Sozialpolitik (der Verein wurde 1873 gegründet, um sich sowohl den revolutionären Sozialisten als auch den Liberalen des Kongresses Deutscher Ökonomen entgegenzustellen). Innerhalb dieser Organisation entstand am Ende des Ersten Weltkriegs eine Kontroverse in Bezug auf den Kapitalismus, zwischen Joseph Schumpeter auf der einen Seite, der von einer unausweichlichen Entwicklung hin zum Sozialismus ausging, und Protagonisten wie Gustav von Schmoller, Lujo Brentano oder Adolf Wagner auf der anderen Seite, die an die Möglichkeit zur Änderung des Systems glaubten.
Die Jungliberalen des Vereins gründeten 1922 unter der Führung von Alexander Rüstow einen „Unterausschuss für Theorie“, der den Namen Deutsche Ricardianer erhielt. Zu ihnen gehörten neben dem Gründer die Liberalen Walter Eucken und Wilhelm Röpke, sowie die Sozialisten Gustav Heimann, Adolf Löwe und Emil Lederer. Den Namen „Ricardianer“ wählten sie aus vier Hauptgründen: Zum einen sahen sie in David Ricardo den Begründer der hypothetisch-deduktiven Methode, wodurch sie sich von der historischen Schule abgrenzen, die sie für zu deskriptiv hielten. Andererseits ermöglichte ihnen die Tatsache, dass Ricardo ein Verfechter des Arbeitswerttheorie war, sich sowohl von der österreichischen Schule um Carl Menger abzugrenzen, als auch von Sozialisten akzeptiert zu werden. Darüber hinaus bot Ricardo eine Theorie des internationalen Handels, die offene Grenzen förderte, was es erlaubte, sich ohne viel Aufhebens von Friedrich List abzugrenzen. Dies ermöglichte ihnen, einen wirtschaftlichen und politischen Liberalismus „westlicher“ Prägung zu einem Zeitpunkt zu vertreten, als diese Option in Deutschland sehr unpopulär war.

#### Die jungen Ricardianer und die deutschen Wirtschaftsprobleme (1920–1929)
Der erste Artikel von Walter Eucken wurde 1923 veröffentlicht und befasste sich mit der deutschen Hyperinflation. Er kritisierte darin den Minister Karl Helfferich, der die Inflation durch ein Zahlungsbilanzungleichgewicht aufgrund der Reparationen erklärte. Für Eucken sei die Inflation auf eine Ausdehnung der Geldmenge während des Ersten Weltkriegs zurückzuführen, eine Position, die auch von Gustav Cassel vertreten wurde. Eucken war der Meinung, dass die Inflation durch die Aufblähung der Geldmenge während des Ersten Weltkriegs verursacht wurde. Er vertrat dabei wie Ludwig von Mises die Ansicht, dass „die Inflation an die Stelle von Steuern tritt, wenn die Regierung nicht den politischen Mut zu Maßnahmen hat und keine Kredite mehr aufnehmen kann“.
Im Sommer 1928 fand im Rahmen der anstehenden Verhandlungen über die Höhe der Reparationen und den Young-Plan eine von der Friedrich-List-Gesellschaft organisierte Konferenz statt, an der Walter Eucken, Wilhelm Röpke, Alexander Rüstow, Eduard Heimann und Emil Lederer teilnahmen. Auch Mitglieder der Historischen Schule waren zugegen: Benhard Harms, Edgar Salin, Werner Sombart und Friedrich von Gottl-Ottlilienfeld. Von Seiten der damaligen politischen Führung waren Reichskanzler Hans Luther, Finanzminister Rudolf Hilferding und der Reichsbankpräsident Hjalmar Schacht anwesend. Bei diesem Treffen zeigte sich die große Uneinigkeit der deutschen Ökonomen, bezüglich der Lösungen für die zeitgenössischen Probleme. Unter den jungen Ricardianern entstand eine Kluft zwischen den Liberalen, die eine orthodoxe Haushaltspolitik befürworteten und später zu den Ordo-Liberalen wurden, und den Sozialisten.

#### Die zukünftigen Ordo-Liberalen und die wirtschaftliche und politische Krise von 1929–1932
Die späteren Ordoliberalen spielten während der Krise von 1929–1932 eine Expertenrolle: Ludwig Erhard, einer der Väter des späteren deutschen Wirtschaftswunders, war die rechte Hand von Wilhelm Vershofen und leitete das Institut für Wirtschaftsbeobachtung der deutschen Fertigware, eine Organisation, die vom 1925 von Ernst Wagemann (1884–1956) gegründeten Berliner Institut für Konjunkturforschung finanziert wurde. Alexander Rustow zählte 1932 zu möglichen künftigen Ministern, wenn nicht Ende Januar 1933 die Nazis an die Macht gekommen wären. Wilhelm Röpke war seinerseits Anfang 1931 Mitglied der Brauns-Kommission.
Die Brauns-Kommission wurde von Heinrich Brauns ins Leben gerufen, um Wege zur Bekämpfung der Arbeitslosigkeit aufzuzeigen. Sie bestand aus zehn Mitgliedern, darunter zwei Liberalen: Bernhard Dernburg und Wilhelm Röpke. Röpke verspürte ein grundsätzliches Unbehagen mit der Kommission, da einerseits ein Symptom, die Arbeitslosigkeit, aber nicht ihre Ursachen gelöst werden sollte, und andererseits sah er die Arbeitsweise der Kommission als grundsätzlich populistisch an.
Es gelang ihm, die Mitglieder der Kommission davon zu überzeugen, dass die Erholung durch eine Umstrukturierung der deutschen Staatsschulden erfolgen sollte, die mit Finanzspritzen aus dem Ausland und einer orthodoxen Finanzpolitik einhergehen sollte. Mit der Machtübernahme Hitlers im Jahr 1933, wurde aber schließlich der von Hjalmar Schacht befürwortete Neue Plan durchgesetzt.

### Die Geburt des Ordoliberalismus
Alexander Rustow brachte im Mai 1932 seine Freunde Walter Eucken und Wilhelm Röpke dazu, dem „Deutschen Bund für freie Wirtschaftspolitik“ beizutreten. In Folge der Machtübernahme der Nationalsozialisten sollte sich die Gruppe aber schnell wieder auflösen, Rustow und Röpke gingen bereits in den ersten Monaten des Jahres 1933 in die Türkei, wo sie an der Universität Istanbul lehrten und Röpke schließlich 1937 nach Genf. Beide nahmen am Walter Lippmann Kolloquium teil und entwickelten laut Patricia Commun einen eher soziologischen Liberalismus, auch wenn dieser gemeinsame Züge mit dem Ordoliberalismus aufwies, der sich in Deutschland um Walter Eucken herum aufbaute.
Die Hauptströmung des Ordoliberalismus entwickelte um Walter Eucken, der Anfang 1933 in der von seinem Vater, dem neukantianischen Philosophen Rudolf Eucken, herausgegebenen Zeitschrift einen Grundsatzartikel mit dem Titel Denken – Warum? veröffentlichte. In derselben Ausgabe veröffentlichte Friedrich Lutz einen Artikel mit dem Titel „Die Ideologie des Tatkreises“, in dem er sich mit der Tat-Bewegung von Hans Zehrer auseinandersetzte, einem konservativen Ideologen aus Weimar, der die demokratische Idee durch die Idee der Volksgemeinschaft ersetzen wollte. Eucken betonte, dass er sich dem damals in Deutschland sehr starken Antirationalismus entgegenstellte, der die Vernunft als „Überbleibsel einer überholten Epoche“ betrachtete. An der Universität Freiburg führte Eucken den Widerstand gegen Martin Heidegger an, als dieser vom Nazi-Regime zum Rektor ernannt wurde.
Die Veröffentlichung des Textes „Unsere Aufgabe“ im Jahr 1937 durch die Juristen Franz Böhm, Hans Grossman-Doerth und den Ökonomen Eucken ist sowohl die Grundlage als auch das Programm des Ordoliberalismus anzusehen. Die Autoren beklagen, dass „die Rechts- und Wirtschaftswissenschaften unter dem Einfluss des Juristen Friedrich Carl von Savigny, der historischen Schule von Werner Sombart und von Schmoller und des Determinismus von Karl Marx jeglichen politischen und sozialen Einfluss verloren haben“. Ihrer Meinung nach sollte wieder theoretisiert werden und „der Öffentlichkeit ein genaues Bild von den komplexen Zusammenhängen des Wirtschaftslebens“ vermitteln. Außerdem sollten die Verbindungen zwischen Wirtschaft, Recht und sozialen Problemen aufgezeigt werden, indem man „die großen ordnenden Prinzipien, um die herum sich die wirtschaftliche Organisation gliederte“, identifizierte. Auf diese Weise wollten sie die Sinnlosigkeit der damals in Deutschland herrschenden Wirtschaftspolitik aufzeigen. Durch ihr Programm zeigten sie ferner ihre Ambitionen, ihre Rolle als objektive und unparteiische Experten wiederzuerlangen.

### Die Weiterentwicklung des Ordo-Liberalismus von 1937 bis 1945
Walter Eucken veröffentlichte 1940 eines seiner Hauptwerke: Die Grundlagen der Nationalökonomie. Dieses Werk grenzt sich von dem 1872 von Adolf Wagner (einem der Gründer des Vereins für Socialpolitik) veröffentlichten Werk Grundlagen der politischen Ökonomie ab, sowie von Carl Mengers (dem Begründer der Österreichischen Schule) Grundsätze der Volkswirtschaftslehre, der eine eigenständige Wirtschaftswissenschaft aufbauen wollte. Eucken seinerseits will „die methodologischen Grundlagen einer Wissenschaft der politischen Ökonomie“ ohne „Anspruch auf Universalismus“ definieren. Es handelt sich nicht um eine hypothetisch-deduktive Wissenschaft wie die von Ricardo, sondern um eine Wissenschaft, die sowohl von der Husserlschen Phänomenologie als auch von den Idealtypen Max Webers inspiriert ist. Der Husserlsche Charakter wird deutlich, wenn er auf Seite 13 der Grundlagen schreibt:
Weil die Alltagsbegriffe zunächst noch nicht wissenschaftlich definiert werden können, muß die Nationalökonomie vorläufig die Begriffe so benutzen, wie sie im Leben verwandt werden – ohne Definition. So kommt sie sofort zur Analyse der Sache. Die Untersuchung des Gegenstandes führt zu Ergebnissen, und die Ergebnisse werden in Definitionen kurz zum Ausdruck gebracht, die dann wiederum Werkzeuge weiterer Untersuchung sind. 
In diesem Buch setzt er sich auch mit dem auseinander, was er „die große Antinomie“ nennt, d. h. der Tatsache, dass Ökonomen sich entweder mit dem Generellen durch Theorie oder mit dem Individuellen durch Monographien oder statistische Studien beschäftigen, wie es die Deutsche Historische Schule getan hat. Gerade der von ihm entwickelte Begriff der Ordnung soll dieses Problem lösen. In diesem Punkt kritisiert er die großen klassischen Ökonomen Adam Smith, David Hume und John Stuart Mill dafür, nach einer natürlichen Ordnung gesucht zu haben, während er selbst nur darauf abzielt, „die Prozesse und Erscheinungsformen ihrer Existenz als konstruierte Ordnung zu beschreiben“. Die Grundlagen der Nationalökonomie stellen Walter Eucken in den Mittelpunkt des liberalen Widerstands in Deutschland und dient als Diskussionsgrundlage für die Gruppe IV „Nationalökonomische Forschung“, in der Franz Böhm, Leonhard Miksch, Adolf Lampe und Jens Jessen zusammenkommen.
Röpke seinerseits veröffentlichte 1942 Die Gesellschaftskrisis der Gegenwart und 1944 Civitas humana – Grundfragen der Gesellschafts- und Wirtschaftsreform. In letzterem entwickelte er die Idee, dass die Krise der westlichen Welt nicht nur wirtschaftlich, sondern auch gesellschaftlich bedingt sei. Für ihn wäre es „der gesellschaftliche Liberalismus, der den wirtschaftlichen Liberalismus begründet“, nicht umgekehrt. Bei ihm wie auch bei anderen Ordo-Liberalen entspringt der Liberalismus nicht einer spontanen Ordnung, sondern wird auf der Grundlage einer Entscheidung für eine liberale Gesellschaft aufgebaut. Eine der Inspirationsquellen für dieses Werk ist das katholisch-liberale Denken in Frankreich. Im zweiten Teil seines Buches kommentiert er einen langen Auszug aus einem Werk von Emile Faguet, Politiques et moralistes du dix-neuvième siècle.

### Der Ordoliberalismus vom Ende des Zweiten Weltkriegs bis zum Tod Euckens
Nach dem Zweiten Weltkrieg werden die Ordoliberalen viel in der deutschen Presse publizieren, um ihre Ideen zu popularisieren. Auf diese Weise trugen sie mit dazu bei, dass ab 1948, als  Westdeutschland seine Wirtschaft liberalisierte, das deutsche Wirtschaftswunder möglich wurde. Die Frankfurter Allgemeine Zeitung in Deutschland und die Neue Zürcher Zeitung, welche von den deutschen Eliten gelesen wurden, waren dabei die beiden wichtigsten Medien für diese Zwecke. In der NZZ veröffentlichte Walter Eucken Ende 1947 den Artikel Die deutsche Wirtschaftsmisere, in welchem er auf die Probleme der von den Alliierten aufrechterhaltenen gelenkten Wirtschaft aufmerksam machte, das für ihn ökonomisch gesehen eine Fortsetzung des vorherigen Regimes darstellte. Röpke seinerseits war seit seiner Übersiedlung in die Schweiz ein regelmäßiger Autor dieser Zeitung.
Auf dem akademischen Feld ließen sie 1948 die Zeitschrift ORDO wieder aufleben, die ihr Erscheinen 1937 eingestellt hatte. Die erste Ausgabe enthielt Artikel von Vertretern des Ordoliberalismus (Eucken, Lutz, Röpke, Böhm usw.) sowie einen Artikel von Hayek. Die Wiederveröffentlichung erfolgte zu einer Zeit heftiger Kontroversen zwischen deutschen Sozialisten, die für die zentrale Planung argumentierten, und deutschen Liberalen, die die Marktwirtschaft befürworteten. Die Zeitschrift ermöglichte es ihnen, sich für eine liberale Wirtschaftsordnung in Deutschland einzusetzen, und das ordoliberale Denken überlebte den Tod Walter Euckens im Jahr 1950.

## Zentrale Begriffe

### Große Antinomie und die Begründung der Nationalökonomie
Die große Antinomie bedeutet für Eucken, dass die Historische Schule der Nationalökonomie zu viele beschreibende Studien über die Situation eines Landes, Deutschland, betreibt, während die Österreichische Schule zu theoretisch ist und den Kontext völlig vernachlässigt. Angesichts dieser Situation bekräftigt Eucken seine Position in den Grundlagen der Nationalökonomie:
Durchstoß zur wirtschaftlichen Wirklichkeit ist die Hauptforderung, die an die Nationalökonomie gestellt werden muß. — Nun aber wird es zweifelhaft, ob die Forderung — trotz aller Berechtigung und Notwendigkeit — überhaupt erfüllt werden kann. Mit Recht sieht der Nationalökonom das wirtschaftliche Alltagsgeschehen als Teil der jeweiligen historisch-individuellen Lage an; das muß er, wenn er nicht wirklichkeitsfremd werden will. Mit Recht sieht er in ihm aber auch ein allgemein-theoretisches Problem, — das muß er ebenfalls, wenn ihm nicht die Wirklichkeit in ihren Zusammenhängen entgleiten soll. Wie aber soll er beides vereinigen? Tut er nur das eine oder nur das andere, so wird er wirklichkeitsfremd.
Die große Antinomie ist dabei jedoch keine Besonderheit der in Deutschland und Österreich entwickelten Wirtschaftsschulen. Walter Eucken wirft den Neoklassikern und insbesondere Alfred Marshall vor, die große Antinomie vertieft zu haben, indem sie sich auf das Allgemeine konzentrierten. Während die Neoklassiker eine eigenständige Wirtschaftswissenschaft begründen wollen, streben Eucken und die ordoliberale Schule eine Wissenschaft der politischen Ökonomie an, die sowohl von einer Staatswirtschaft als auch von einer rein theoretischen Wissenschaft, die in einer idealen Welt mündet, getrennt ist. Es ist weiterhin eine Wissenschaft, die auch die nationalen Besonderheiten berücksichtigt.

### Der Begriff der ökonomischen Ordnung
Während Walter Eucken die von Werner Sombart entwickelten historischen Typen ablehnt, schätzt er Arthur Spiethoffs Begriff des Wirtschaftsstils, der versucht, eine vollständige, aber schematische Darstellung der Faktoren zu geben, die in einer bestimmten historischen Periode und bei einem bestimmten Volk die wirtschaftlichen Aktivitäten beeinflussen. Der Begriff des Wirtschaftsstils wird von Eucken zum Begriff der Ordnung weiterentwickelt. Dazu fügt er dem Begriff des Wirtschaftsstils eine rechtliche Dimension hinzu.
Für Walter Eucken kam es mit der Aufklärung im 18. Jahrhundert zu einer voluntaristischen Wende. Für ihn ermöglichte diese Wende die Entstehung des Wirtschaftsliberalismus, der auf einer wettbewerbsorientierten Organisation beruht. Der Wirtschaftsliberalismus ist dabei per se das Resultat bewusster gesellschaftlicher Entscheidung, der durch die Etablierung einer spezifischen rechtlichen und verfassungsmäßigen Ordnung entsteht. Bei den Ordoliberalen euckenscher Prägung gibt es also keine spontane Ordnung wie bei Hayek, sondern ein tiefes Misstrauen gegenüber der menschlichen Natur, die als anfällig für Machtmissbrauch und Herrschaft beschrieben wird.
Die Frage der Beziehung zwischen der Rechts- und der Wirtschaftsordnung beantwortet Eucken so, dass die Rechtsordnung zwar die Wirtschaftsordnung braucht, diese aber dennoch das Tempo vorgibt. Weil der Ordoliberalismus nicht wie bei Walras und seinen Schülern auf dem Begriff des Gleichgewichts, sondern des Wettbewerbs beruht, braucht die Wirtschaftsordnung eine Rechtsordnung, die den Wettbewerb reguliert. Daher gibt es bei Eucken Teilordnungen, deren Kohärenz die Gesamtordnung sichert. Für Eucken gibt es dabei zwei Idealtypen wirtschaftlicher Ordnung: die Ordnung der Verkehrswirtschaft (Marktwirtschaft) und die Ordnung der Zentralverwaltungswirtschaft.

### Der Mensch sowohlHomo OekonomicusundHomo Culturalis
Walter Eucken glaubt im Gegensatz zu Werner Sombart nicht, dass der Mensch von einer Welt, in der er nur seine Bedürfnisse befriedigen wollte, zu einer kapitalistischen Welt übergegangen ist, in der er von einer unbändigen Gier nach Profit getrieben wird. Seiner Meinung nach unterscheidet sich der Mensch der Gegenwart von dem der Vergangenheit nicht durch das Gewinnstreben, sondern durch die Entwicklung der Buchführungstechniken in Norddeutschland im 16. Jahrhundert und ganz allgemein durch einen Geist, der stärker auf Quantität und Technik ausgerichtet ist. Daher ist es für ihn wichtig zu betonen, dass die Rationalität der Menschen nicht in abstracto, sondern nur in einem „politischen, spirituellen, religiösen, intellektuellen und technischen Kontext“ ausgeübt wird.

### Geldordnung
Walter Eucken leitet seinen Ansatz zur Geldordnung aus der Debatte ab, die Mitte des 19. Jahrhunderts zwischen der Currency School und der Banking School geführt wurde. Im Gegensatz zu Hayek ordnet sich Eucken der Currency School zu. Für ihn muss die Geldschöpfung einer Zentralbank anvertraut werden, welche die Geldschöpfung beschränken muss, um die Geldwertstabilität zu gewährleisten.

### Misstrauen gegenüber der Konjunkturpolitik
Walter Eucken kritisiert die Theorie der Wirtschaftszyklen und ihrer verschiedenen Phasen: Boom, Krise, Depression. Seiner Meinung nach gibt es keine Gesetze, die es ermöglichen, die Entwicklung von Krisen vorherzusagen. In diesem Punkt widerspricht er sowohl der marxistischen Schule als auch der Historischen Schule. Für ihn entspricht eine Boomphase einem Investitionsüberschuss und Depressionen einer Phase des Investitionsrückgangs. Aber das ist nicht das Wichtigste; es liegt in der Bedeutung, die er außerökonomischen Faktoren zuschreibt. So führt er beispielsweise die Krise, die Deutschland 1930 erlebte, auf eine Außenhandelskrise, eine politische Krise und schließlich eine Währungskrise zurück.
Für Eucken geht man nie von einem Zustand des perfekten Gleichgewichts in einen anderen über. Vielmehr kommt es zu Verschiebungen in den Teilordnungen, die die Gesamtordnung gefährden, die durch strukturelle Neuanpassungen geschützt werden muss. Laut Patricia Commun empfiehlt Eucken daher „eine Art ständige Überwachung der Wirtschaftsprozesse“. Während Röpke in manchen Konstellationen eine Konjunkturpolitik befürwortet, ist Eucken viel zurückhaltender.

### Ordoliberalismus und Kantische Moral
Inspiriert von Kants Moralphilosophie stellt der Ordoliberalismus die Moral in den Mittelpunkt seiner Agenda. Die Wirtschaft muss sich der Moral unterordnen. Der Gewinn ist kein Ziel an sich, sondern ein Mittel, das sich gleichzeitig bestimmten Regeln unterwerfen, bestimmte Verbote einhalten und ein anderes Ziel als sich selbst anstreben muss, d. h. ein moralisches Ziel. Das Unternehmen steht im Dienste der Gesellschaft und der Unternehmer unterliegt einer moralischen und sozialen Verantwortung, sowohl gegenüber der Gesellschaft als Ganzes als auch gegenüber seinen eigenen Arbeitnehmern.

### Staatstheorie und ökonomische Ordnung
Nach der ordoliberalen Doktrin ist der Staat dafür verantwortlich, einen rechtlichen und institutionellen Rahmen für die Wirtschaft zu schaffen und durch Maßnahmen, die mit den Gesetzen des Marktes übereinstimmen, ein gesundes Maß an „freiem und unverfälschtem Wettbewerb“ aufrechtzuerhalten. Wenn der Staat nicht frühzeitig Maßnahmen zur Förderung des Wettbewerbs ergreift, werden sich aus den Unternehmen Monopole, Trusts oder Oligopole bilden. Dies wird dazu führen, dass die wirtschaftlichen Vorteile, die der Markt bietet, missbraucht werden, und langfristig vielleicht auch die Demokratie untergraben, da wirtschaftliche Macht in politische Macht umgewandelt werden kann.
Der Staat greift also auf zweierlei Weise in das Wirtschaftsleben ein: indem er Regeln aufstellt und dafür sorgt, dass diese Regeln durchgesetzt und eingehalten werden. Da der Ordoliberalismus die Ordnung (in Anlehnung an die augustinische Ordnungstheorie) und die Regulierung durch den Staat (Ordnungsstaat) aufwertet, unterscheidet er sich in diesem Punkt deutlich vom klassischen Liberalismus, der auf Deregulierung und Laissez-faire beruht. Der Ordoliberalismus ist jedoch insofern ein Liberalismus, als der Staat sich auf die Festlegung und Durchsetzung dieser Regeln beschränken muss, keine konjunkturabhängige Wirtschaftspolitik betreiben darf, sondern sich von jeglicher makroökonomischer Stimulierung und jeglichem Dirigismus fernhalten muss. Dies äußert sich in folgenden Aspekten: Dezentralisierung, ausgeglichener Haushalt (oder sogar Überschuss) für die öffentlichen Finanzen, Ablehnung von Plan- und Industriepolitik (die Unternehmen sollen sich selbst organisieren), Festlegung der Löhne durch die Sozialpartner (Arbeitgeber und Gewerkschaften), was einer Aufgabe der staatlichen Einkommenspolitik gleichkommt.
So ist laut dem britischen Politikwissenschaftler Stephen Padgett ein zentraler Pfeiler des Ordoliberalismus eine klar definierte Aufteilung zwischen den verschiedenen ökonomischen Agenten: 
1. die Geldpolitik liegt in der Verantwortung einer von politischer Macht abgeschirmten Zentralbank, die sich der Geldwertstabilität und einer niedrigen Inflation verschrieben hat;
2. die ausgeglichene Haushaltspolitik liegt in der Verantwortung der Regierung;
3. die Festlegung der Löhne und Arbeitsbedingungen wird zwischen Arbeitgebern und Gewerkschaften verhandelt.

## Wirtschaftspolitik
Für das Verständnis der allgemeinen Wirtschaftspolitik des Ordoliberalismus muss die Gestaltung der Ordnungsformen der Wirtschaft einerseits von der direkten Lenkung der Wirtschaftsprozesse andererseits unterschieden werden. Der Ordoliberalismus sieht in einer politisch gesetzten Rahmenordnung, dem Ordo, die Grundlage für funktionierenden Wettbewerb; aus dem Wirtschaftsprozess selbst könne und solle sich der Staat größtenteils heraushalten. Eucken brachte das Leitbild des Ordoliberalismus auf die Formel: Staatliche Planung der Formen – ja; staatliche Planung und Lenkung des Wirtschaftsprozesses – nein. Ziel des Ordoliberalismus ist es, Sozialgedanken und Leistungsprinzip, Ordnungsauftrag und Dezentralismus miteinander auszusöhnen.

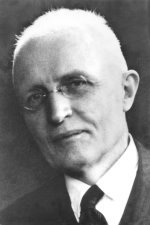
Walter Eucken: Begründer der Freiburger Schule des Ordoliberalismus

Der Ordoliberalismus hält eine Rahmenordnung für nötig, da der vollständig freie Markt dazu tendiere, sich selbst aufzulösen. Anbieter schließen sich zusammen, bilden Kartelle und sprechen Preise ab. Die Anbieter könnten so den Wettbewerb – und damit die Funktionsfähigkeit des Marktes – einschränken (Vermachtung des Marktes). Der Schädigungswettbewerb könne ein Übergewicht gegenüber dem Leistungswettbewerb erlangen. Aus dieser Analyse leitet der Ordoliberalismus Aufgaben des Staates und Teile des Ordnungsrahmens ab. So müsse der Ordnungsrahmen Kartell- und Wettbewerbsgesetze enthalten, Markttransparenz und freien Marktzugang fördern.

### Wettbewerb
Eucken entwickelte die Grundprinzipien einer Wettbewerbsordnung, die Effizienz und Freiheit durch das ungehinderte Wirken des Wettbewerbsprozesses garantieren soll. Die konstituierenden Prinzipien der Wettbewerbsordnung sind für Eucken neben einem funktionsfähigen Preissystem, der Primat der Währungspolitik, der Freie Zugang zu den Märkten, Privateigentum an Produktionsmitteln, Vertragsfreiheit, Haftungsprinzip und eine Konstanz der Wirtschaftspolitik. Da Eucken es für unmöglich hielt, eine Wettbewerbsordnung zu verwirklichen, ohne dass der Geldwert ausreichend stabil ist, ordnete er der Währungspolitik den Primat zu. Eine auf die Verwirklichung der Wettbewerbsordnung ausgerichtete Politik müsse die Zusammengehörigkeit der konstituierenden Prinzipien einer solchen Wettbewerbsordnung beachten, ebenso die Interdependenz der Wirtschaftsordnung mit den anderen Lebensbereichen. Die einzelnen Wirtschaftssubjekte sollen für ihr Handeln auch die volle Verantwortung tragen bzw. haften (Haftungsprinzip – nach Walter Eucken „Wer den Nutzen hat, muss auch den Schaden tragen“). Deshalb kritisieren Teile des Ordoliberalismus die Gesellschaft mit beschränkter Haftung.
Die Idealvorstellung des vollständigen Wettbewerbs (vollständige Konkurrenz) ist dem Ordoliberalismus zufolge in einzelnen Märkten bereits verwirklicht. Maßstab dafür bilden nicht etwa die Anzahl der Akteure auf dem Markt und auch nicht die Homogenität der Güter, sondern ob die Marktakteure machtlos gegenüber der Preisbildung sind (z. B. der Getreidemarkt). Der Ordogedanke bei Eucken richtet sich zuerst auf die bestehenden Ordnungen. Hier finden sich Ordnungsformen, die „der Natur der Sache und des Menschen entsprechen“ ... oder eben nicht. Er stellt dies als Morphologie (in Anlehnung an Goethe) dar. Im Zustand vollständiger Konkurrenz befindet sich für ihn der Wirtschaftsprozess im Marktgleichgewicht. Daher ist diese „Marktform“ anzustreben. Im Gegensatz zum Oligopol oder zum Monopol ist hier niemand in der Lage, einen anderen Marktakteur wirtschaftlich zu lenken.
Nach Eucken gibt es Bereiche, in denen die konstituierenden Prinzipien der Wettbewerbsordnung nicht ausreichen, um die Wettbewerbsordnung funktionsfähig zu halten. Er nennt Sozialpolitik, Effizienzbedingte Monopolstellungen, Einkommensverteilung, Arbeitsmärkte und Umweltproblematik. Die vier letztgenannten Bereiche decken sich mit den von Eucken herausgearbeiteten regulierenden Prinzipien. Die zur Durchsetzung der regulierenden Prinzipien erforderlichen Maßnahmen dürfen jedoch nicht durch eine punktuelle Wirtschaftspolitik erfolgen, sondern müssen sich an den Grundsätzen der Wirtschaftsverfassung ausrichten.

### Soziale Sicherheit und Gerechtigkeit
Breiten Raum widmet Eucken den Fragen sozialer Sicherheit und sozialer Gerechtigkeit. Richtig verstandene Sozialpolitik ist für Eucken in einer Ordnungspolitik aufgehoben, die den Individuen Hilfe zur Selbsthilfe ermöglicht. Effizienzbedingte Monopolstellungen, d. h. wirtschaftliche Machtkonzentrationen durch Monopole (auch staatliche Monopole), Kartelle und andere Formen der Marktbeherrschung sollen durch den Staat verhindert werden, z. B. durch ein unabhängiges Kartellamt. Die sich aus dem Wettbewerb ergebende Einkommensverteilung bedarf einer ordnungspolitischen Korrektur für Haushalte mit geringem Einkommen, etwa durch eine Einkommensbesteuerung mit progressivem Tarifverlauf.
Auf dem Arbeitsmarkt kann ordnungspolitischer Handlungsbedarf bei einem Absinken des Lohnes unterhalb des Existenzminimums und bei Arbeitslosigkeit entstehen. Diese Probleme seien zwar weitgehend durch optimalen Wettbewerb auf Angebots- und Nachfrageseite zu lösen, unter bestimmten Umständen werden aber Mindestlöhne befürwortet.
Auch auf den Arbeitsmärkten sollten weder Anbieter noch Nachfrager über monopolistische Machtpositionen verfügen. Den Unterschied zwischen Sachgüter- und Arbeitsmärkten sieht Eucken darin begründet, dass Arbeit keine Ware sei. Um Ausbeutung zu verhindern, müsse der Vermachtung auf den Arbeitsmärkten durch monopolartige Organisationen entgegengewirkt werden. Diese Forderung richtete Eucken sowohl an die Arbeitgeberseite wie die Gewerkschaften. Gewerkschaften würden dann zu problematischen Machtkörpern, wenn sie die Löhne über den Wettbewerbslohn hinaus zu treiben suchen oder die Beweglichkeit der Arbeiter beeinträchtigen. Gewerkschaften erfüllten jedoch dort eine wichtige Funktion, wo sie die Ungleichheit der Marktpositionen der Arbeiter und Unternehmer ausgleichen. In der Umweltpolitik wird staatliches Eingreifen als notwendig angesehen, um die externen Effekte zu begrenzen.
Die maßgeblich von Ludwig Erhard in der Bundesrepublik Deutschland eingeführte Wirtschaftspolitik orientierte sich einerseits an Alfred Müller-Armacks Leitbild Soziale Marktwirtschaft, andererseits an von Eucken aufgestellten ordoliberalen Leitlinien.

## Der Ordo-Gedanke
Der Ordo-Gedanke entstammt als „einer der höchsten Symbolwerte […] der scholastischen Metaphysik“, wie sie insbesondere von Thomas von Aquin entfaltet wurde. In der Literatur ist umstritten, inwieweit die Ordo-Vorstellungen der Freiburger Schule auf diesen geistesgeschichtlichen Wurzeln beruhen. Nils Goldschmidt vom Walter Eucken Institut (2002), vertritt die Auffassung, dass Euckens Intention die einer „natürlichen, gottgewollten Ordnung“ war. Laut Michael Schramm weise der Begriff des mittelalterlichen „ordo“ zwar auch eine religiöse Verwurzelung auf, Eucken verwende den Begriff jedoch nicht metaphysisch, sondern ökonomisch. Heinz Grossekettler schließt sich der Auffassung Schramms an, dass Eucken die Aufgabe, eine funktionsfähige und menschenwürdige Wirtschaftsordnung zu entwickeln, der ökonomischen Wissenschaft vorbehalten hätte. Grossekettler weist zudem darauf hin, dass Goldschmidt sich fast ausschließlich auf Zitate Euckens aus dem Zeitraum vor dessen erkenntnistheoretischen Durchbruch 1934 beziehe und er insofern einen Wandel durchgemacht hätte.
Laut Lüder Gerken und Joachim Starbatty hat in der Sozial- und Wirtschaftsgeschichte vor allem Adam Smith den Ordo-Gedanken aufgegriffen. Er sah eine natürliche Ordnung, in der Einzelinteressen und das Interesse der Gesellschaft miteinander harmonieren, als vorgegeben an. Diese Idee von einer natürlichen Ordnung hätten die Ordoliberalen aufgegriffen, verstünden diese im Unterschied zu den Klassikern jedoch nicht als eine Ordnung, die sich von selbst einstellt, sondern als eine Ordnung, die bewusst gestaltet werden müsse. Für den Eucken-Schüler, Leonhard Miksch, galt der Wettbewerb als „eine staatliche Veranstaltung“.
Nach Reinhard Blum haben sich die Ordoliberalen nicht nur auf die scholastischen Ordnungsvorstellungen, sondern auch auf ihre wirtschaftstheoretische Anwendung durch die Physiokraten bezogen. Dagegen war Eucken nach Ingo Pies nicht Anhänger, sondern erklärter Gegner der naturrechtlichen Konzeption der Physiokraten.

## Systematik

### Ordoliberalismus und Neoliberalismus
Der Ordoliberalismus gehört zu einer heterogenen wirtschaftswissenschaftlichen Strömung, die unter dem Oberbegriff Neoliberalismus zusammengefasst wird. Der Begriff Ordoliberalismus steht im engeren Sinne für die „Freiburger Schule“, die Begriffe Ordoliberalismus und Neoliberalismus werden in der Literatur teilweise aber auch synonym verwendet. Laut Hans Willgerodt wird die Bezeichnung Neoliberalismus jedoch „mißverstanden und noch mehr von den Gegnern dieses Konzepts zur Fehldeutung mißbraucht“. In den 1980er Jahren wurde Neoliberalismus mit den Ideen von Friedrich August von Hayek und vor allem Milton Friedman verbunden, obwohl sich beide selbst nicht so bezeichneten. Hans-Werner Sinn grenzt den „wahren“ Neoliberalismus von „radikalen Konzepten der Chicagoer Schule um Milton Friedman“ ab. Laut Andreas Renner erfuhr der Begriff Neoliberalismus ab den 1990er Jahren einen Bedeutungswandel und werde seither regelmäßig mit einem „Marktfundamentalismus“ identifiziert. Der Wirtschaftsethiker Peter Ulrich stellt den Ordoliberalismus als eine Position der „zivilisierten Marktwirtschaft“ dem Neoliberalismus als einer Position der „totalen Marktwirtschaft“ gegenüber.

### Alexander Rüstow und Wilhelm Röpke
Die Theorien von Alexander Rüstow und Wilhelm Röpke werden als Soziologischer Neoliberalismus (auch Soziologischer Liberalismus oder religiös beziehungsweise humanistisch begründeter Neoliberalismus) bezeichnet. Dieser wird auch als eine besondere Richtung dem Ordoliberalismus in einem weiteren Sinne zugerechnet, wobei diese Zuordnung umstritten ist. Allerdings werden von einigen Autoren auch weitreichende Unterschiede gesehen. Der soziologische (Neo-)Liberalismus sei „weitaus interventionsfreudiger als die ordoliberale Konzeption“, sie unterschieden sich „nicht nur im Aufgabenkatalog, sondern auch in den für zulässig erachteten Mitteln.“ Andreas Renner erklärt, dass in der Rezeption der Ordoliberalen eine Verwirrung dadurch entstanden sei, dass die Ordoliberalen sich nach ihrem Selbstverständnis primär über den Gegenstandsbereich Wirtschaft und nicht über die Methode ökonomische Anreizanalyse definierten. Dadurch blieb die gesellschaftliche Dimension und damit die Verbindungslinie zu den soziologischeren Arbeiten Rüstows und Röpkes unterbelichtet. Die einseitig wirtschaftspolitische Interpretation der Arbeiten des Ordoliberalismus werde in jüngerer Zeit von einer Reihe von Autoren erkannt.

### Ordoliberalismus und Soziale Marktwirtschaft (Alfred Müller-Armack)
Aufbauend auf dem Konzept des Ordoliberalismus entwickelte Alfred Müller-Armack seine wirtschaftspolitische Leitidee der Sozialen Marktwirtschaft. Karl Georg Zinn schreibt: „Jedoch bestehen […] erhebliche Differenzen zwischen Müller-Armack und den neoliberalen Anhängern einer freien bzw. liberalen Marktwirtschaft. In vielerlei Hinsicht steht Müller-Armack mit seinen philosophisch übergreifenderen Vorstellungen den beiden Emigranten Röpke und Rüstow näher als dem ordnungstheoretischen Puristen Eucken. Müller-Armack gab der Sozialpolitik und der staatlichen Konjunktur- und Strukturpolitik ein weit größeres Gewicht als Eucken, für den Sozialpolitik allenfalls als Minimalprogramm gegen extreme Mißstände erforderlich erschien und der Konjunkturpolitik für schlichtweg überflüssig, ja schädlich hielt, weil eine ideale Marktwirtschaft, wie er sie in seiner Ordnungstheorie meinte entworfen zu haben, überhaupt keine zyklischen Konjunkturen und Krisen mehr aufweisen würde.“ Nachfolgende Tabelle zeigt den Versuch einer Abgrenzung der beiden Konzepte:
| Ordoliberalismus (Eucken)                                                  | Soziale Marktwirtschaft (Müller-Armack)                                                                                   |
| -------------------------------------------------------------------------- | --- |
| Reine Ordnungspolitik                                                      | Ordnungs- und Prozesspolitik                                                                                              |
| Qualitative Wirtschaftspolitik                                             | Auch quantitative Wirtschaftspolitik                                                                                      |
| Streng an Prinzipien orientiert, mit klaren theoretischen Grenzen          | Pragmatischer, zielorientierter Ansatz; weiche Grenzziehung; Einzelfallentscheidungen                                     |
| Ableitung aller Problemlösungen aus der Aufrechterhaltung der Ordnung      | Weiterhin Notwendigkeit der staatlichen Intervention zur Schaffung sozialen Ausgleichs bzw. Korrektur der Marktergebnisse |
| „Richtige“ Wirtschaftspolitik entzieht der Sozialpolitik die Notwendigkeit | Getrennte Bereiche Wirtschafts- und Sozialpolitik; Versuch des Austarierens von „Freiheit“ und „(sozialer) Sicherheit“    |
| Statisches Konzept                                                         | Ständige Weiterentwicklung; Anpassung an neue Herausforderungen                                                           |

### Ordoliberalismus und Hayek
Laut Wouter Devroe und Pieter van Cleynenbreugel werde auch Friedrich August von Hayek häufig dem Ordoliberalismus zugeordnet. So habe Hayek laut Lüder Gerken die von Eucken und Böhm gegründete Freiburger Schule des Ordoliberalismus maßgeblich weiterentwickelt. Lars Gertenbach sieht in Hayek einen der bedeutendsten Vertreter des Freiburger Ordoliberalismus. Auch Manfred E. Streit, Andreas Renner, Nils Goldschmidt und Michael Wohlgemuth ordnen Hayek dem Ordoliberalismus zu, wobei diese Autoren Ordoliberalismus nicht auf die Freiburger Schule beschränkten, sondern mehrere verschiedene Typen des Ordoliberalismus unterscheiden. Stefan Kolev sieht einen Bezug zum Ordoliberalismus in Bezug auf Hayeks Frühwerk der 1930er und 1940er Jahre. Laut David J. Gerber erachteten Hayek wie Eucken Wettbewerb für wichtig, glaubten in späteren Jahren jedoch nicht an einen starken Staat. Zumeist wird Hayek der Österreichischen Schule zugeordnet.
Nach Walter Oswalt versuchen Hayeks Freiburger Lehrstuhlnachfolger Viktor Vanberg und Manfred E. Streit zwar eine Traditionslinie zwischen Eucken und Hayek zu konstruieren; er weist jedoch darauf hin, dass Eucken bereits an Hayeks Weg zur Knechtschaft (The Road to Serfdom) kritisiert hatte, dass dieser nicht ausreichend zwischen Wettbewerbsordnung und Laissez-faire unterscheidet. Euckens Vorstellungen, dass wirtschaftspolitische Fragen rational und moralisch zu entscheiden seien, werde von Hayeks Theorie der Gruppenselektion negiert. Den „unüberbrückbaren Gegensatz“ zwischen Hayek und den Ordoliberalen um Eucken habe Rüstow bereits früh dergestalt formuliert, dass zwischen ordoliberalen Ökonomen und „paläoliberalen“ Ökonomen wie Hayek „der schärfste und fruchtbarste subkonträre Gegensatz“ besteht. Kathrin Meier-Rust sieht eine Unvereinbarkeit des „Altliberalen“ Hayek mit den Neoliberalen (im historischen Sinn) Eucken, Röpke und Rüstow. Sibylle Tönnies sieht Hayek als wesentlichen Antagonist eines richtig verstandenen Ordoliberalismus. Hayek selbst betrachtete sich laut Manfred E. Streit ausdrücklich als Nachfolger seines verstorbenen Freundes Eucken, als er 1962 an die Universität Freiburg berufen wurde. Ingo Pies kommt zu dem Ergebnis, dass trotz der Unterschiede im Detail die Werke von Eucken und Hayek die gleiche Konzeption aufweisen würden; er verweist auf Hayeks Freiburger Antrittsvorlesung, in der dieser eine langjährige Freundschaft mit Eucken „gegründet auf völlige Übereinstimmung in theoretischen wie in politischen Fragen“ erklärte. Dies scheint laut Manfred E. Streit „über eine Aussage der Höflichkeit hinausgehend auch gerechtfertigt zu sein, und zwar nicht allein aufgrund von Ähnlichkeiten in ihren grundlegenden Werthaltungen, sondern auch aufgrund des ihnen gemeinsamen tiefgehenden Interessen an Fragen der Wirtschaftsordnung.“
Er weist jedoch auf Differenzen in bedeutenden Fragen hin. An anderer Stelle schreibt Streit zusammen mit Michael Wohlgemuth, dass diese Aussage eine höfliche Floskel sei und dass es abgesehen davon keine konkreten Anhaltspunkte für eine inhaltliche Übereinstimmung mit dem Werk Euckens gäbe. Auch gäbe es in den Werken Hayeks keine ausdrücklichen Bezugnahmen zu Werken der Ordoliberalen (ebenso wie umgekehrt). Ingo Pies widerspricht Streit und Wohlgemuth ausdrücklich und verweist auf die enge persönliche Freundschaft zwischen Eucken und Hayek. Der unstrittige Befund, dass Eucken in den Schriften Hayeks nicht zitiert werde, sei nicht zwingend ein Beleg für Meinungsverschiedenheiten. Vielmehr habe Hayek 1944 in seinem Buch Der Weg zur Knechtschaft aus Rücksichtnahme italienische und deutsche Verfasser nicht namentlich genannt. Nach Euckens Tod habe Hayek sich neueren Entwicklungen zugewendet, weshalb eine Bezugnahme auf Eucken nicht zu erwarten gewesen sei. Insofern sei Hayeks Bekundung bei seiner Freiburger Antrittsvorlesung nicht reine Höflichkeit und Schmeichelei gewesen. Michael Wohlgemuth hat an anderer Stelle erklärt, dass Hayeks evolutionäre Sozialphilosophie sich „in den meisten Fällen als durchaus komplementär“ zur Freiburger Tradition erwiesen und dem ordoliberalen Forschungsprogramm somit entscheidende neue Impulse gegeben habe. Hayeks Arbeiten zur Entwicklung einer Theorie der kulturellen Evolution aus den 1960er Jahren legten laut Iris Karabelas jedoch nahe, dass er sich ausgerechnet in seiner Zeit als Ordinarius der Universität Freiburg dezidiert vom euckenschen Forschungsprogramm entfernte.
Nach Ansicht von Nils Goldschmidt und Michael Wohlgemuth zeigt sich eine Komplementarität dadurch, dass Hayeks Anhänger und Nachfolger auf den Freiburger Lehrstuhl Hoppmann, Manfred E. Streit und Viktor Vanberg „kreative Symbiosen“ zwischen Hayeks Arbeiten und dem Ordoliberalismus hergestellt hätten, indem sie Hayeks Theorie durch eigene Ideen weiterentwickelt hätten, die zur älteren Freiburger Tradition vielfache Bezüge aufweisen würden. Eucken und Hayek werden bisweilen gemeinsam als Initiatoren der Ordnungsökonomik bezeichnet, da sie sich weitgehend unabhängig voneinander mit der Problematik wirtschaftlicher und gesellschaftlicher Ordnungen befasst haben. Dabei bestünden laut Stefan Kolev neben zahlreichen Ähnlichkeiten durchaus auch bedeutende Unterschiede sowohl in den ordnungstheoretischen als auch in den ordnungspolitischen Vorstellungen. Ihre Sozialphilosophien seien keine minimalstaatlichen Konstrukte; einig sind sie sich in der Ablehnung des Keynesianismus in Theorie und Praxis. Unterschiede gibt es z. B. in der Haltung zum klassischen Liberalismus. Während Eucken und die Freiburger Schule sich vom klassischen Liberalismus emanzipierten und einen Dritten Weg suchten, sah sich Hayek explizit in der Nachfolge Humes und Smiths und ihrer Vorstellung von Evolutorik gesellschaftlicher Entwicklungen. Hayek bezeichnete den Liberalismus der Freiburger Schule als „restrained liberalism“ (engl. unterdrückter Liberalismus). Lars Gertenbach betrachtet Hayek als den Konvergenzpunkt des Neoliberalismus, da er als einziger sowohl an der Österreichischen Schule, der London School, der Chicagoer Schule und dem Ordoliberalismus Anteil habe. Doch trotz dieser grundlegenden Übereinstimmung bestünden laut Gertenbach auch weitreichende Unterschiede. Anders als der Ordoliberalismus verstehe sich Hayeks Neoliberalismus gerade in politischer Hinsicht nicht als mäßigender und vermittelnder Weg der Mitte. Dabei widerspreche auch die ordoliberale Vorstellung von einer bewussten Gestaltung einer marktgerechten Regelordnung und der politischen Orientierung am Kriterium der sozialen Gerechtigkeit Hayeks Theorie der spontanen Ordnung, da nach Hayeks Ansicht der Versuch einer bewussten Gestaltung von Regeln auf einer „Anmaßung von Wissen“ beruhe (erkenntnistheoretischer Skeptizismus).
Der verbreiteten Passivitätskritik hält Ingo Pies entgegen, dass Hayeks Plädoyer die Ordnung nicht zu planen nicht so interpretiert werden könne, als habe er eine generelle politische Enthaltsamkeit gefordert. Hayek verwende den Ausdruck „Ordnung“ nicht wie Eucken im Sinne einer Regelkategorie, sondern im Sinne einer Ergebniskategorie. Hayek ginge es um eine Spontanität der Ordnung, nicht aber um eine Spontanität der Regeln. So sei es laut Hayek durchaus vorstellbar, dass die Bildung einer spontanen Ordnung vollkommen auf Regeln beruht, die absichtlich gemacht wurden. Nach Stefan Kolev kann unabhängig davon festgestellt werden, dass Hayek dazu neige die sich aus der Machtausübung im Marktprozess ergebenden Gefahren zu unterschätzen. Laut Philipp Batthyany galt für Hayek der Grundsatz, dass sich (staatliche) Regeln nur auf die Arten des Verhaltens, nicht aber auf die Änderung von Marktergebnissen, d. h. die Verteilung von Macht und Einkommen, beziehen dürfen. Nach der ordoliberalen Vorstellung Euckens bedarf die sich aus dem Wettbewerb ergebende Einkommensverteilung einer ordnungspolitischen Korrektur für Haushalte mit geringem Einkommen, etwa durch eine Einkommensbesteuerung mit progressivem Tarifverlauf. Hayek lehnt eine Einkommensbesteuerung mit progressivem Tarifverlauf ab. Er plädiert allerdings für ein Mindesteinkommen, „unter das niemand zu sinken brauche“, diese Mindestabsicherung sei eine selbstverständliche Pflicht der Gesellschaft. Nach Reinhard Zintl kann dabei für Hayek der Umfang des politisch als notwendig Erachteten in prosperierenden Gesellschaften legitimerweise weit über dem physischen Existenzminimum liegen. Für Hayek sei jedoch wichtig, dass es dabei nicht um die Korrektur vermeintlicher Ungerechtigkeiten des Wettbewerbsprozesses gehe, sondern um kollektive Verantwortung.
Iris Karabelas verortet Hayek im klassischen Liberalismus, dort sieht sich auch Hayek in späteren Jahren. Laut Iris Karabelas werde überwiegend die Auffassung vertreten, dass Hayeks extremer bzw. evolutorischer Liberalismus sich außerhalb der wesentlichen Stränge des Ordoliberalismus, nämlich der Freiburger Schule und des soziologischen (Ordo-)Liberalismus, im alten Wirtschaftsliberalismus des 19. Jahrhunderts verortete.

### Ordoliberalismus und politischer Liberalismus
Der Ordoliberalismus definierte sich laut Ralf Ptak durch „einen vollständigen Bruch mit den Wurzeln des politischen Liberalismus, während das wirtschaftsliberale Element verabsolutiert und zu einem autoritären Liberalismus verdichtet wurde.“ Der Ordoliberalismus definiere sich von Beginn an gegen Marxismus und Sozialismus, vor allem aber gegen den parallel aufkommenden Keynesianismus und den makroökonomisch fundierten Sozialstaat. Die Behauptung einer engagierten Opposition gegen den Nationalsozialismus wird von Ptak als Legendenbildung abgelehnt. Diese Darstellung wird von anderer Seite als „antiliberaler Angriff gesehen“, Ptak gehe es primär um die „Desavouierung liberaler Einstellungen“. Euckens politischer Liberalismus sei 1933/34 so gefestigt gewesen, „dass er konsequent gegen das nationalsozialistische Regime auftreten konnte.“ Der Politikwissenschaftler Philip Manow hebt die Ursprünge des Ordoliberalismus in der protestantischen Theologie hervor und begründet damit den „anti-liberalen Charakter“, mit dem sich der frühe Ordoliberalismus für einen starken Staat eingesetzt habe. Demgegenüber weist Michael Schramm darauf hin, dass Eucken persönlich zwar durchaus von religiösen Hintergrundüberzeugungen geprägt gewesen sei, konzeptionell sei seine wissenschaftliche Argumentation jedoch nicht davon abhängig gewesen. Thomas Apolte sieht die Forderung nach einem „starken Staat“ die am gründlichsten missverstandene Äußerungen des Ordoliberalismus. Euckens starker Staat beziehe seine Stärke eben nicht aus einer autoritären Grundhaltung, sondern aus einer liberalen Zurückhaltung. Die Stärke resultiere direkt daraus, dass der Staat sich auf die stärker konsensfähigen Ordnungsfragen konzentriert und die potentiell stärker konfliktbeladene Interessensabstimmung gesellschaftlichen Koordinationsmechanismen überlässt.
Um die Verwendung dieser Formel bei Eucken richtig zu verstehen, müsse laut Ingo Pies beachtet werden, dass die Konnotation des Begriffs „starker Staat“ durch den Nationalsozialismus drastisch umgewertet worden sei und heute Assoziationen mit autoritärer Politik wecke. In der Weimarer Republik sei diese Formel jedoch über das gesamte politische Spektrum hinweg verbreitet gewesen.

## Wirkungsgeschichte und Erbe

### Bundesrepublik Deutschland

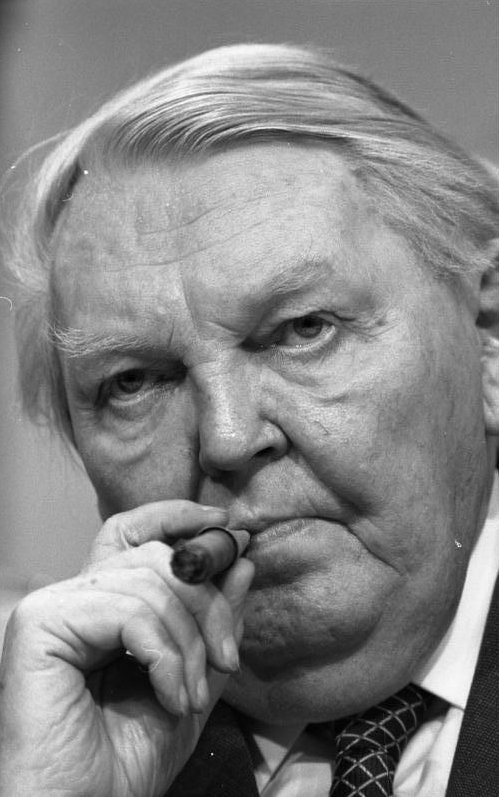
Ludwig Erhard: Seine Wirtschaftspolitik gilt als vom Ordoliberalismus geprägt.

In der Bundesrepublik Deutschland wurden ordoliberale Ideen insbesondere im Gesetz gegen Wettbewerbsbeschränkungen in der ersten Phase der Sozialen Marktwirtschaft durch den ersten Bundeswirtschaftsminister Ludwig Erhard politisch realisiert, aus ordoliberaler Sicht allerdings nur zum Teil.
In Deutschland befasst sich heute insbesondere das Freiburger Walter-Eucken-Institut mit Forschungen zum Ordoliberalismus.
In der Wirtschafts- und Rechtswissenschaft hat der Einfluss der Freiburger Schule seit den 1960er Jahren deutlich nachgelassen. Dies droht die Freiburger Schule wissenschaftlich in den Bereich der Dogmengeschichte und politisch in den Bereich unverbindlicher Sonntagsreden zu verbannen, da die Lehren der Freiburger Schule heute mit einer schleichenden Verdrängung oder vereinnahmenden Verharmlosung konfrontiert sind.
Vor dem Hintergrund der Finanzkrise ab 2007 würdigten unterschiedliche Autoren wie Hans-Werner Sinn oder Sahra Wagenknecht die Aktualität des Ordoliberalismus. Nach Andreas Freytag und Gunther Schnabl wurden mit der auf eine sehr lockere Geldpolitik ausgerichteten Krisenpolitik wesentliche ordnungspolitische Grundprinzipien außer Kraft gesetzt. Dies erkläre einen Rückgang der Produktivitätsgewinne, wachsende Ungleichheit und zunehmende politische Polarisierung. Nach Sebastian Müller und Gunther Schnabl werden durch die Störung der marktwirtschaftlichen Ordnung in Deutschland die Errungenschaften des europäischen Integrationsprozesses aufs Spiel gesetzt.

### Ordoliberalisierung Europas
Thomas Biebricher vertritt die These, „dass die Eurozone in ihrer aktuellen institutionellen Ausgestaltung den politischen Vorstellungen des Ordoliberalismus […] entspricht“. Die Wettbewerbsfähigkeit habe „oberste Priorität als Ziel aller Reformen“. Zunehmend übernehme die EU die Funktionen, „die Eucken und die Ordoliberalen für den Staat im Umgang mit Unternehmen, Gewerkschaften etc. vorgesehen hatten“. Von der „Wirkmächtigkeit des Ordoliberalismus“ zeugten der Euro, der sich dem Zugriff durch die Nationalstaaten entzieht („Geld, das man nicht selbst herstellen kann“), die Ausgestaltung der Wettbewerbsordnung für den europäischen Markt und das „europäische Austeritätsregime“.

## Kritik
Dem Politikwissenschaftler Thomas Biebricher zufolge bezeichnen sich in Deutschland auch Vertreter eines Neoliberalismus als Ordoliberale. Im Gegensatz zum Ordoliberalismus sei der Neoliberalismus ein Kampfbegriff, daher bezeichneten sich liberal-konservative Ökonomen nicht als Neoliberale. Ein Glaubenssatz neoliberalen bzw. ordoliberalen Denkens sei es, „dass der Staat sich in seiner Mächtigkeit selbst binden muss, durch bestimmte Gesetze und Regelordnungen, in denen bestimmte Handlungsweisen festgeschrieben und andere verboten sind.“ Als Beispiele nennt er eine umfassende Wettbewerbsordnung oder eine Schuldenbremse. Aus diesem Hang zur Selbstbindung leitet Biebricher eine Skepsis gegenüber der Demokratie ab. Es sei zwar nicht so, „dass man Demokratie abschaffen will, aber doch, den möglicherweise schädlichen Einfluss von demokratischen Institutionen auf wirtschafts- und finanzpolitische Entscheidungen sehr stark einzugrenzen“ gedenke.